# Милош Калезић
Милош Калезић (Подгорица, 9. август 1993) црногорски је фудбалер који тренутно наступа за Сутјеску из Никшића.

## Трофеји, награде и признања
Будућност Подгорица
- Прва лига Црне Горе : 2011/12.[7]
- Куп Црне Горе : 2012/13.[8]